# سابين جيتي
سابين غانم جيتي (بالإنجليزية: Sabine Getty) هي سيدة أعمال ومصممة جواهر بريطانية سويسرية ولدت في سنة 1984 في مدينة جنيف لأب لبناني الأصل وأم مصرية الأصل. تعلمت التصميم في معهد الأحجار الكريمة الأمريكي. لتنتقل بعدها إلى لندن، حيث أسست هناك خط تصاميم جيتي، وألذي قامت شركة بيرغدورف غودمان بشرائه. عرضت تصاميمها في نيويورك ولوس أنجلوس ولندن وباريس وروما وموناكو وفيينا وبيروت. في سنة 2015 تزوجت من رجل الأعمال الأيرلندي جوزيف جيتي ابن رجل الأعمال مارك غيتي ودوميتيليا هاردنغ وحفيد جون باول غيتي جونيور ولها ابنين منه.